# Pirahã
I pirahã (hi'aiti'ihi in lingua pirahã) sono una popolazione indigena della Foresta Amazzonica in Brasile. Sono il solo gruppo etnico sopravvissuto del popolo Mura. Sono cacciatori-raccoglitori e vivono principalmente sulle rive dei fiume Maici nelle aree di Humaitá e Manicoré. Nel 2018 la popolazione contava 800 individui.

## Cultura
I pirahã hanno un sistema parentale molto semplice, che comprende baíxi (genitore, nonno o anziano), xahaigí (fratello o sorella), hoagí o hoísai (figlio), kai (figlia) e piihí (figlio adottivo, figlio favorito, orfano o altri significati).
Apparentemente non c'è una gerarchia sociale e non ci sono leader formali. Il loro sistema sociale è comparabile a quello di molti cacciatori-raccoglitori di tutto il mondo, tipologia ormai rara in Amazzonia a causa del facile contatto con la moderna cultura occidentale.
I pirahã usano quotidianamente canoe per la pesca e per attraversare il fiume; a volte utilizzano pezzi di tronchi a questo scopo. Sembra che i pirahã non siano in grado di costruire canoe, bensì le acquistano da comunità limitrofe.
Costruiscono semplici capanne dove conservano pentole, padelle e coltelli. Usano dormire solamente per 15 minuti o massimo due ore durante il giorno e la notte, raramente dormono durante tutta la notte.
Non conservano cibo, solitamente lo mangiano tutto; pertanto non conoscono tecniche di conservazione come la salatura o l'affumicatura. Coltivano piante di manioca e producono poca farina di manioca alla volta. Commerciano con il Brasile nocciole, legno e sorva (un tipo di gomma).
Gli uomini indossano magliette ottenute durante gli scambi commerciali, mentre le donne indossano vestiti di cotone autofabbricati. Indossano prevalentemente collane allo scopo di tenere lontani gli spiriti. Il concetto di disegno è sconosciuto e quando sollecitati a disegnare una persona, un albero, un animale o il fiume, il risultato è consistito in semplici linee. Allo stesso tempo è stato osservata la realizzazione di un modellino di aeroplano ad opera di un bambino, il quale è stato però gettato.
I pirahã non hanno un concetto di spirito supremo o divinità; hanno perso l'interesse in Gesù quando hanno scoperto che il ricercatore e missionario Daniel Everett non lo aveva mai visto dal vivo. Al contrario, credono in spiriti che possono prendere numerose forme come giaguari, alberi o altri oggetti tangibili (compresi gli esseri umani).
Dopo il 2012 il governo del Brasile ha dotato la comunità dei pirahã di elettricità, televisione e un ospedale moderno, oltre ad aver aperto ai pirahã un sistema di istruzione in cui possono imparare il portoghese e la matematica.

## Lingua
La lingua pirahã è considerata una lingua ricca di particolarità inusuali ed è stata al centro dell'attenzione del mondo linguistico per molti anni.
È una delle lingue più povere dal punto di vista fonologico, comprendendo solamente 8 consonanti e 3 vocali, inoltre uomini e donne spesso non condividono lo stesso sistema fonologico; allo stesso tempo è una lingua molto ricca dal punto di vista sonoro e molte funzioni sintattiche sono affidate alla prosodia, tant'è che i pirahã comunicano "cantando e fischiando quanto usano consonanti e vocali".
La lingua non possiede parole fissate per indicare i colori, preferendo descrivere altre caratteristiche visive dell'oggetto (ad esempio chiaro/scuro, fresco/secco). Non possiede parole precise per indicare i numeri, avendo solo due parole per poco/piccolo o molto/grande. Questa caratteristica ha fatto pensare che i pirahã non fossero in grado di contare o stimare quantità.

### Controversie
La lingua pirahã è stata al centro di una lunga ricerca ad opera del linguista Daniel Everett, sfociata in un'importante controversia. Nel 2005, dopo più di vent'anni di studi, Everett ha dichiarato che le caratteristiche della lingua pirahã contraddicevano il modo di concepire il linguaggio umano da parte del mondo scientifico, particolarmente basato sulla visione della scuola generativista di Noam Chomsky.
La tesi di Everett mirava a dimostrare che non esistono caratteristiche universali del linguaggio umano, non rispettando l'idea generativista che alcune caratteristiche del linguaggio (come la ricorsività) sono obbligatoriamente presenti in ogni lingua umana e rendendo difatti il pirahã una "lingua impossibile".
Esperimenti successivi hanno provato a falsificare la tesi di Everett; tra i tanti che hanno provato a smentire la tesi, un grande successo è attribuito agli esperimenti sul campo ad opera del linguista tedesco Uli Sauerland, il quale ha dimostrato la presenza del concetto di ricorsività nella lingua, anche se il modo in cui questo venga espresso e lo studio stesso di Sauerland rimangono dibattuti.